# Franc Rozman
Franc Rozman, apodado Stane (Spodnje Pirniče, 27 de marzo de 1911 - 7 de noviembre de 1944), fue un Comandante Partisano Yugoslavo en la Segunda Guerra Mundial.

## Primeros años
Franc Rozman nació en la ciudad de Spodnje Pirniče, cerca de Liubliana, en lo que era entonces parte del Imperio austrohúngaro (actualmente Eslovenia), en el seno de una familia obrera. Su padre Franc Rozman era ferroviario, mientras que su madre Marjana née Stare era ama de casa. Fue el tercero de cuatro hermanos.
A la edad de tres años, el padre de Franc falleció en el frente del este, dónde luchaba como soldado del ejército austrohungaro. Rozman tuvo una niñez dura y de pobreza. A sus hermanas las enviaron a un orfanato, mientras a Franc y su otro hermano permanecieron en Pirniče. A los 15 años comenzó a trabajar en una taberna y después como aprendiz de panadero. Quiso realizar la carrera militar pero fue rechazado por la escuela militar. En la primavera de 1932, realizó el servicio militar en el ejército yugoslavo.

## Experiencia militar
En 1935, después de la invasión italiana de Etiopía, Rozman intentó sin éxito unirse las fuerzas etíopes que luchaban contra los invasores italianos. Al poco de iniciarse la Guerra Civil Española, decidió viajar a España, siendo uno de los primeros voluntarios yugoslavos que se unieron a las Brigadas Internacionales, el 1 de octubre de 1936. Durante la guerra fue ascendiendo de teniente a comandante de una compañía, después capitán y finalmente comandante de un batallón. Sus compañeros de armas lo recordaban como persona enérgica y seria. Después de la guerra civil española Rozman pasó cierto tiempo en campos franceses. En abril de 1941 llegó a Meissen, Alemania y en julio el mismo año finalmente volvió a casa a través de Alemania.

## Segunda Guerra Mundial
Durante algún tiempo, Franc vivió con un activista del Frente de Liberación del Pueblo Esloveno. En diciembre de 1941, visitó a su hermano Martin, después de que se uniese a la resistencia partisana eslovena. Pronto llegó a ser instructor militar con el Alto Mando de las Fuerzas Partisanas Eslovenas. Le dieron la tarea de poner en marcha el batallón de Styrian, que contenía las tropas partisanas, y las tropas de Revirje y Savinja, que eran los activos en Styria en otoño de 1941. Participó en el ataque contra Šoštanj y más adelante en la batalla de Čreta. Los alemanes intentaron en varias ocasiones liquidar Rozman mediante varias emboscadas.
En la primavera de 1942 se convirtió en comandante de una brigada partisana eslovena, creada el 5 de abril de 1942 en Kremenik en la Baja Carniol , con más de 300 combatientes. Debido a su estructura, la organización, el entrenamiento, y la entrega en lucha, ésta eran la unidad partisana eslovena más poderos en aquel momento. 
El 13 de julio de 1943, ascendió a la dirección del Alto Mando del Ejército Partisano Esloveno, con el rango de Teniente General que mantuvo hasta su muerte. 
Rozman murió en la Blanca Carniola como consecuencia de una mortal herida recibida mientras que probaba las nuevas armas del mortero, enviadas a los partidarios por sus aliados británicos. Hubo rumores que fue asesinado por sabotaje, realizado por las autoridades militares Chetniks, pero nunca fue probado. 
" Commandander Stane" como fue apodado por los combatientes partisanos, se considera una de las figuras más brillantes del NOB (lucha nacional de la liberación). La famosa canción partisana Komandant Stane está a él. Muchas escuelas eslovenas llevan su nombre.